# 夕刊探検隊
『夕刊探検隊』（ゆうかんたんけんたい）は、朝日放送ラジオ（ABCラジオ）で2003年4月から2022年9月26日まで週に1回のペースで放送されていた朝日新聞社単独提供の情報番組シリーズ。メインパーソナリティを「夕刊探検隊長」（以下「隊長」と略記）、パートナーを務める朝日放送（2018年度以降は朝日放送テレビ）の女性アナウンサーを「隊員」と称していた。
番組開始から2005年3月までの番組タイトルは「（メインパーソナリティ名）の夕刊探検隊」で、同年の4月から「とびだせ!夕刊探検隊」へ改称した後に最終回まで使用。放送期間によって放送日・放送時間も異なるが、番組の基本構成はほぼ同じである。

## 番組概要
朝日新聞社の全面協力による事前収録の「報道娯楽番組」で、同社からも広報担当者が番組の制作に参加。2008年4月以降の放送は、以下のコーナーで構成されていた。
「新聞読んでー」のコーナーでは、番組収録日（放送前週の木曜日）時点で直近に当たる「朝日新聞」の朝刊・夕刊に掲載された記事から、新聞ならではの記事1本を「隊員」が音読。その内容を分かりやすく紹介したうえで、「隊長」と「隊員」が記事にちなんだトークを展開していた。
対談コーナーである「客間にお越し」（以前のタイトルは「（パーソナリティー名）ドットコム」→「吉弥の客間にお越し」）には、有名・無名を問わず関西地方で活躍しているゲストと、朝日新聞社大阪本社所属の記者・編集者が隔週で出演。ゲストを迎える場合には「地盤沈下が続く関西で元気よく活躍する秘訣」、記者・編集者が出演する場合には取材・編集でのエピソードなどを訊いていた。
ちなみに、番組開始から2008年3月までは、「ASAまちかど探検隊」のコーナーも設定。女性リポーター（2005年度・2007年度は内田香織、2006年度は中野加奈子）が、近畿圏の朝日新聞販売店（ASA）各店を訪ねたうえで、店員へのインタビューを実施していた。
また、2019年3月までは、エンディング付近で「朝日新聞夕刊1万円クイズ」を放送していた。このコーナーでは、放送前週の「朝日新聞」夕刊に掲載された記事を基に、「隊員」が三者択一式のクイズを出題。選択肢から正解を簡単に類推できるクイズで、正解者から抽選で1名に1万円を進呈した。公開収録を実施する場合には、収録会場・内容にちなんだクイズを出題。2014年2月に大阪本社発行版夕刊の企画・構成を一新するまでは、（収録時点で）前週土曜日の夕刊に掲載された「響紀行」（音に関する取材企画）から、毎月最終週に取材テーマの音源を流しながらクイズを出題していた。2019年4月から、「朝日新聞夕刊1万円クイズ」を、「発見!夕刊お宝情報」（放送当日の「客間にお越し」にちなんだ情報・現金以外のプレゼントコーナー）にリニューアル。
「隊長」「隊員」や番組のタイトルを変えながら、週に1回のレギュラー放送を20年半にわたって続けてきたが、2022年9月26日（月曜日）放送分で終了。翌週（10月3日）からは、笑い飯哲夫と小寺右子（朝日放送テレビアナウンサー）の出演による『笑い飯哲夫のしんぶん教室』が、朝日新聞大阪本社の単独提供番組枠を当番組と同じ曜日・時間で引き継いでいる。

## 番組の歴史

### 『妹尾和夫の夕刊探検隊』
2002年4月から2003年9月まで放送。妹尾和夫が「隊長」、中村智子（出演当時は朝日放送アナウンサー）が「隊員」として出演していた。放送時間は30分間だが、プロ野球シーズン（年度上半期・4月 - 9月）には毎週月曜日の夕方、オフシーズン（年度下半期：10月 - 3月）には土曜日の夕方に放送枠を編成。初代のプロデューサーは、ABCラジオで長らく複数の番組を担当していた戸谷公一であった。

### 『桂む雀の夕刊探検隊』
初代隊長の妹尾は、2003年10月からABCラジオで『全力投球!!妹尾和夫です』（平日帯の生ワイド番組）のメインパーソナリティに起用されることが決まったため、同年9月で当番組を卒業。同年10月からは、「隊員」の中村を続投させる一方で、後任（2代目）の「隊長」として桂む雀（落語家）が登場した。
む雀の隊長就任を機に、番組タイトルを『桂む雀の夕刊探検隊』に改称。2004年度からは、1年を通じて、放送枠を毎週月曜日の19:00 - 19:30に固定するようになった。
しかしむ雀は、2005年3月の当番組収録中に、体調不良を訴えてそのまま入院。後に脳出血を発症していることが判明したため、同月の残りの放送分では、三代澤康司（出演当時は朝日放送アナウンサー）などが「隊長代行」という肩書でむ雀の代役を務めていた。

### 『とびだせ!夕刊探検隊』
む雀は、放送への復帰がままならないほど深刻な病状に陥ったことから、2005年4月で当番組を正式に降板。これを機に、中村を「隊員」として続投させたまま、む雀と同じ米朝事務所所属の落語家・桂吉弥を3代目の「隊長」に迎えた。同時に、『（メインパーソナリティー名）の夕刊探検隊』というパターンで受け継がれていた番組タイトルを、『とびだせ!夕刊探検隊』へ一新した。
なお、『妹尾和夫の夕刊探検隊』時代から「隊員」として出演してきた中村は、2010年秋の人事異動でアナウンサーから報道局ニュースセンターの記者に転身（現在は広報部員）。同年最後（12月27日）のレギュラー放送および、同年12月31日放送の特別番組『中村智子のワクワク探検隊!』をもって当番組を降板した。2011年1月からは、後輩アナウンサーの八塚彩美が、中村から「隊員」の座を引き継いでいる。
2013年3月25日までは、毎週月曜日の19:00 - 19:30に放送。ただし、『ABCフレッシュアップベースボール』としてプロ野球中継を編成する週には、放送を休止していた。同年4月1日からは、「吉弥隊長・八塚隊員」という体制を維持したまま、放送枠を毎週月曜日の17:25 - 17:55に変更。番組のテーマソング・ジングル・「吉弥の客間にお越し」というコーナータイトルも一新した。
八塚は11年近くにわたって出演を続けてきたが、2021年9月27日放送分で「隊員」を卒業（降板）。翌週（10月4日）からは、後輩アナウンサー（2021年入社）の鷲尾千尋が「隊員」を引き継いでいる。一方の八塚は、卒業から半年後の2022年4月1日付で、朝日放送テレビのアナウンスセンターから総務部へ異動。番組自体も、同年9月26日放送分で26年の歴史に幕を下ろすことが発表されている。最終回の前週（9月19日・敬老の日）には、「吉弥の客間にお越し」の最終回に相当するメインコーナーとして、「鷲尾千尋の客間にお越し」（鷲尾が吉弥を「ゲスト」扱いで迎える特別企画）を放送した。
最後の「隊長」になった吉弥は、最終回の4日後（2022年9月30日）から、毎週金曜日の午前中に『きっちり!まったり!桂吉弥です』のメインパーソナリティを担当。桑原征平（関西テレビ出身のフリーアナウンサー）とのコンビで2007年4月7日から出演している『征平・吉弥の土曜も全開!!』と合わせて、朝日放送ラジオが午前中にレギュラーで編成している生ワイド番組で2日続けてパーソナリティを任されている。また、最後の「隊員」であった鷲尾は、『笑い飯哲夫のしんぶん教室』開始の翌日（2022年10月4日）から『ミルクボーイの火曜日やないか!』（「ABCパワフルアフタヌーン」火曜枠）でラジオの生ワイド番組を初めてレギュラーで担当。

## 備考
- 『とびだせ!夕刊探検隊』では、放送前週の木曜日に、不定期で公開収録を実施している。また、『とびだせ!夕刊探検隊』で2013年3月まで放送されたジングルでは、「隊長」の吉弥が「上方落語界の正義の味方」と名乗っていた。
- ABCラジオでは、2014年10月から2021年9月23日（秋分の日）まで、『とびだせ!夕刊探検隊』を収録する木曜日の午後（「ABCパワフルアフタヌーン」枠）で『桑原征平粋も甘いも』（桑原がメインパーソナリティ・戸谷が2013年3月までプロデューサーを務める生ワイド番組で通称『粋甘』）の木曜版を放送していた（2021年9月30日以降は水曜版に一本化）。そのため吉弥は、年に数回のペースで、『とびだせ!夕刊探検隊』を収録する前に『粋甘』へ飛び入りで出演。逆に、2012年9月3日放送の『とびだせ!夕刊探検隊』では、「吉弥の客間へお越し」で「3019桑原征平」（同月12日にプラネットバルンから発売された桑原の著書）を取り上げている[4]。
- 日本シリーズなどのプロ野球中継（前述）以外にも、全国高校野球選手権大会中継に関する特別編成の影響で、放送時間の短縮や放送休止を余儀なくされたことがある（2013年8月19日などが該当）。放送枠を月曜日の夕方に移動してからも、高校野球中継の最大延長時間を17:55に設定している関係で、中継カードの展開によっては当番組を休止する。
- 吉弥は、『とびだせ!夕刊探検隊』で隊長を務める縁で、2012年から「朝日新聞」のイメージキャラクターに起用。同年11月から出演中のCM（ABCテレビ・関西ローカル限定で放送）には、当番組の収録スタジオで撮影の映像が使われている。
- 2012年12月3日放送分の『とびだせ!夕刊探検隊』で、上方落語をきく会のPRを兼ねて三代澤が「吉弥の客間にお越し」へ出演した[5]際に、当ページにおける「～代目隊長」という表記の扱いが話題になった。ちなみに収録時点では、三代澤を「3代目隊長」、吉弥を「4代目隊長」と扱っていた。
- ABCラジオでは、2017年1月5日から、平日夕方の生ワイド番組『武田和歌子のぴたっと。』の木曜パートナーに吉弥を起用。そのため、吉弥は木曜日に当番組を収録してから、『ぴたっと。』の生放送へ臨むようになった。『ぴたっと。』は吉弥が出演した2020年10月1日放送分で終了したが、吉弥は終了の2年後（2022年9月30日）から、『きっちり!まったり!桂吉弥です』のパーソナリティとして平日の生ワイド番組へのレギュラー出演を再開した。